# Hubrechtella globocystica
Hubrechtella globocystica är en djurart som tillhör fylumet slemmaskar, och som beskrevs av Senz 1993. Hubrechtella globocystica ingår i släktet Hubrechtella och familjen Hubrechtidae. Inga underarter finns listade i Catalogue of Life.